# 非发酵菌
非发酵菌（nonfermenters）是指一群不利用或仅以氧化形式利用糖类的革兰阴性无芽胞杆菌。非发酵菌不能分解葡萄糖，因此不能发酵。假單胞菌屬、不動桿菌屬、窄食單胞菌、伯克霍爾德菌屬均屬於非發酵菌。